# Iglesia de la Sainte-Trinité (Ixelles)
La Iglesia de la Santísima Trinidad es una iglesia parroquial católica del siglo XIX situada en Ixelles (frontera de Saint-Gilles), municipio de Bruselas (Bélgica). Su fachada del siglo  XVII es la de la antigua iglesia de los Agustinos, demolida en 1893 para permitir la creación de la Place de Brouckère.

## Historia
En el siglo XIX, como parte del desarrollo de Avenue Louise, Leopoldo I quería desarrollar y urbanizar el barrio Ten Bosch de Ixelles. Hizo construir allí una capilla temporal (entre 1847 y 1857) en un terreno donado por el banquero Georges Brugmann, quien también contribuyó a su financiación.
Habiendo pasado parte de su infancia en Italia, Franquart regresó a Bélgica con influencias del barroco italiano. Mezclado con el muy arraigado estilo Brabante del norte de Europa, construirá una fachada donde los dos estilos conviven en armonía. Ya tenemos un atisbo del saber hacer del arquitecto que poco antes construyó la iglesia de los jesuitas en Bruselas. La fachada de los Agustinos está muy inspirada en él.
En 1893, la fábrica de la iglesia adquirió la fachada de la iglesia de los Agustinos (en la Place de Brouckère), una antigua iglesia protestante de habla holandesa en Bruselas, que luego estaba siendo demolida, y la reconstruyó piedra a piedra como la fachada de la iglesia de la Santísima Trinidad, a la derecha de la nueva rue du Bailli.Iglesia de la Sainte-Trinité (Ixelles)
Cuando JJ Van Ysendijck fue nombrado arquitecto de la iglesia en 1894, se encargó de la restitución fiel del plan barroco de Franquart. Durante la segunda campaña de construcción en 1907, Symons añadió un crucero y dos pequeñas capillas.
El gran portal barroco de Jacques Franquart ahora da acceso a una nave construida en 1895, el coro y los transeptos (1907) por los arquitectos Jules-Jacques Van Ysendyck y Symons encargados de reemplazar la antigua capilla de Ten Bosch con la iglesia parroquial.Ya parcialmente en uso en 1895, la nueva iglesia completa se abrió para el culto en28 novembre 190828 de noviembre de 1908 .Iglesia de la Sainte-Trinité (Ixelles)
La planta es de cruz latina y sigue la fachada tripartita. Tiene una nave principal de cinco tramos y dos pasillos laterales que conducen a dos capillas rectangulares. La nave remata en un coro de dos tramos donde el ábside poligonal de planta baja está flanqueado por sacristías.

## Fachada
Realizada en piedra de Grimbergen (algunos elementos son en piedra de Gobertange), la fachada está marcada por su predominante verticalismo y la fuerza de su relieve. Se compone de tres registros, característicos de Brabante. Su verticalidad está marcada por muchos elementos: sus marcos salientes, el juego de sombras que producen (líneas horizontales quebradas en favor de las verticales), volutas ligeramente desviadas de las volutas a la italiana, torchieres y frontones rotos en favor del óculo, el vano y el edículo . Distinguimos en cada planta paramentos lisos sobre los que se apoyan todos estos elementos salientes como componentes independientes.
El primer registro consta de tres tramos alineados con pilastras y columnas dóricas monumentales, encajadas y macladas. En cada uno de los vanos, se establecen tres puertas cada una bajo un frontón roto rematado por un óculo. La puerta principal es diferente a las laterales y se remata con un arco de medio punto, luego el frontón cortado por el óculo, también diferente a las otras dos.
El segundo registro está separado del primero por un entablamento que se extiende en todo el ancho de la fachada. Hay muchos salientes para la cornisa que aquí nuevamente acentuarán el relieve. Arriba, hay un ático marcado con un frontón monumental con pendientes rectas, interrumpido por una cartela . Este registro está rodeado por volutas muy esbeltas, que por su forma, marcan aún más la verticalidad del edificio. También está flanqueado por dos pilastras sobre las que descansan respectivamente dos mismas columnas corintias encajadas. En el medio, se encuentra una bahía justo encima del cartucho. Este se remata con un pseudo frontón, también interrumpido. Uno encuentra en los dos extremos, en la alineación del primer registro, destellos colosales que se pueden ver en su totalidad.
El tercer registro es un frontón con pendientes semicirculares interrumpido por un edículo, pequeña construcción independiente, sobre el que se asienta una cartela. Está rematado por un frontón clásico que es el único que no está roto. Detrás de este edículo hay un pequeño campanario con lumbrera. Las antorchas también están presentes en el fondo del frontón, que oculta la base.
El estilo de Brabante en la fachada de esta iglesia es muy distinto por decir lo menos. : verticalidad, paramento liso, triple registro, hastial. El toque barroco no es menor ya que todos los elementos decorativos como columnas, pilastras y cualquier otro ornamento no estructural están presentes y dan origen al barroco belga.

## Patrimonio
- El altar neobarroco de roble (1863), en el crucero, como el púlpito de la verdad, ambas obras del ebanista JF Van Hool, proceden de la capilla del hospital Saint-Jean de Bruselas. El altar central (1948) es de mármol de Skyros.
- Una estatua de Notre-Dame, obra del artista brabante Jérome Duquesnoy (siglo XVII).
- Dos pinturas del siglo XVII que representa escenas de la vida de Cristo (NE De Péry).

Otros dos cuadros de autores desconocidos que representan una escena de la infancia de Jesús y una escena de la visión de un monje teólogo.
- Las vidrieras del coro del santuario datan de 1937 y son obra de Louis-Charles Crespin.
- Una pintura del artista de Brabante Jean van Orley: San Eloi curando a los enfermos .

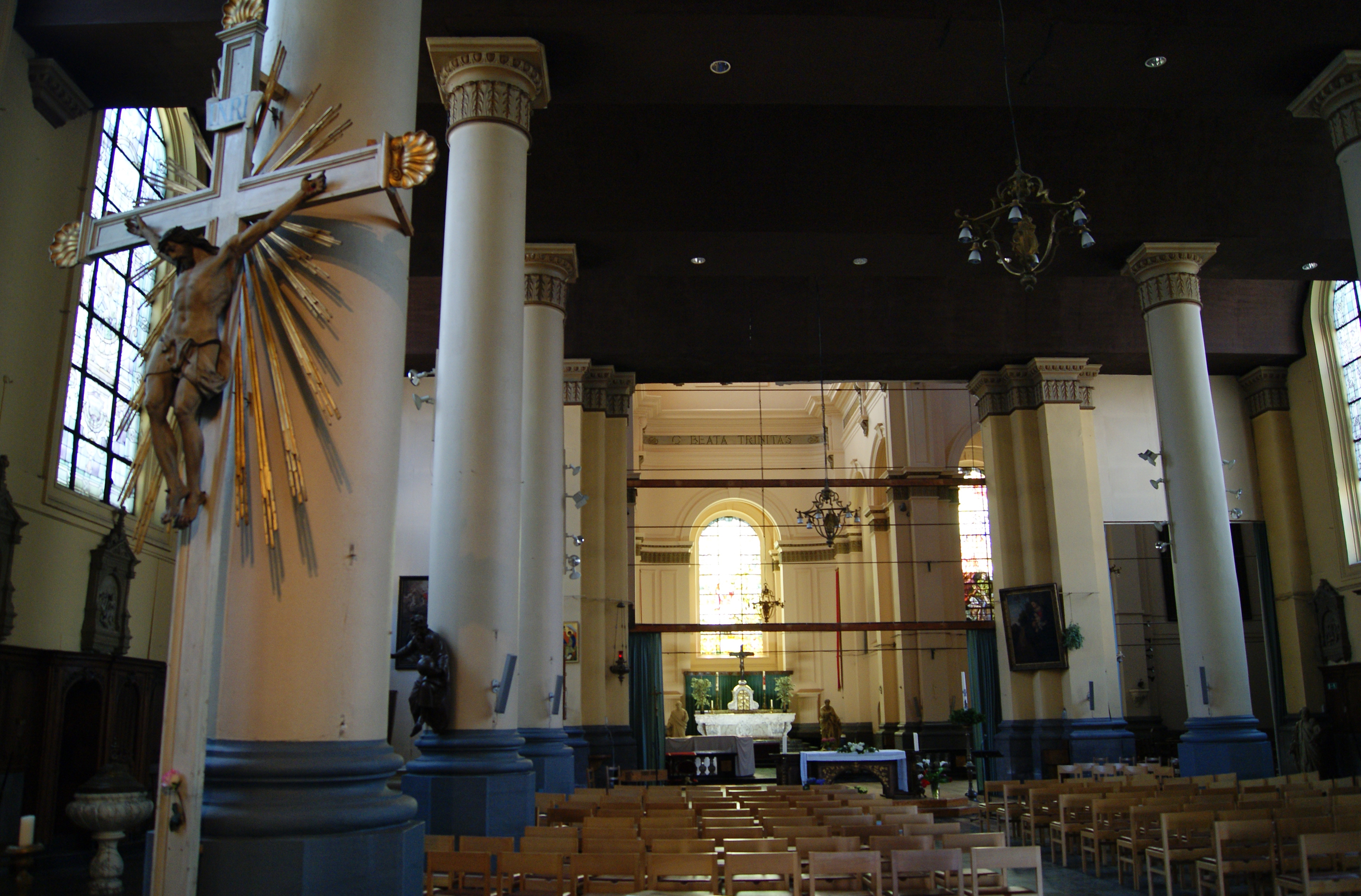
Vista interior de la iglesia
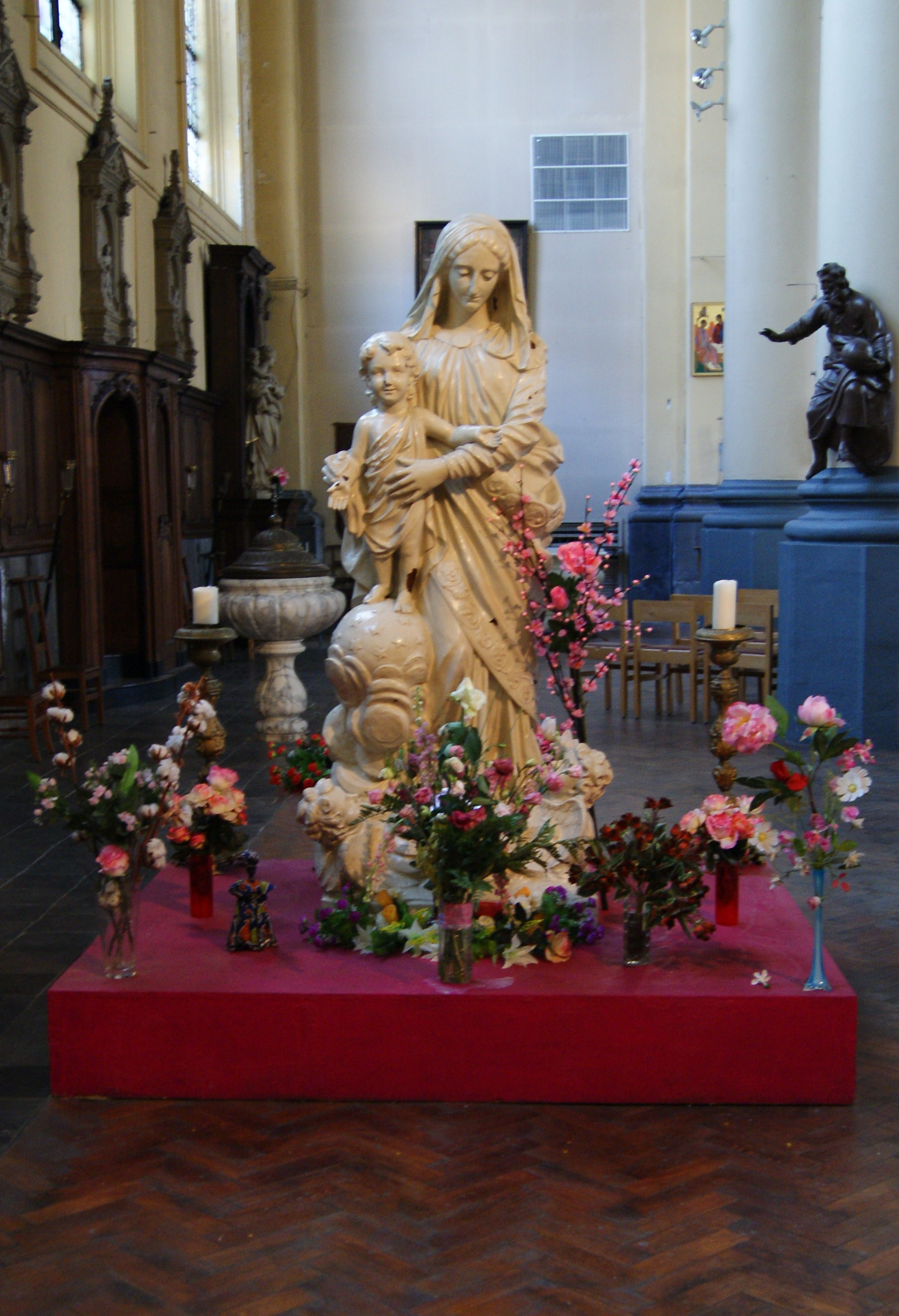
Estatua de Nuestra Señora (Duquesnoy)
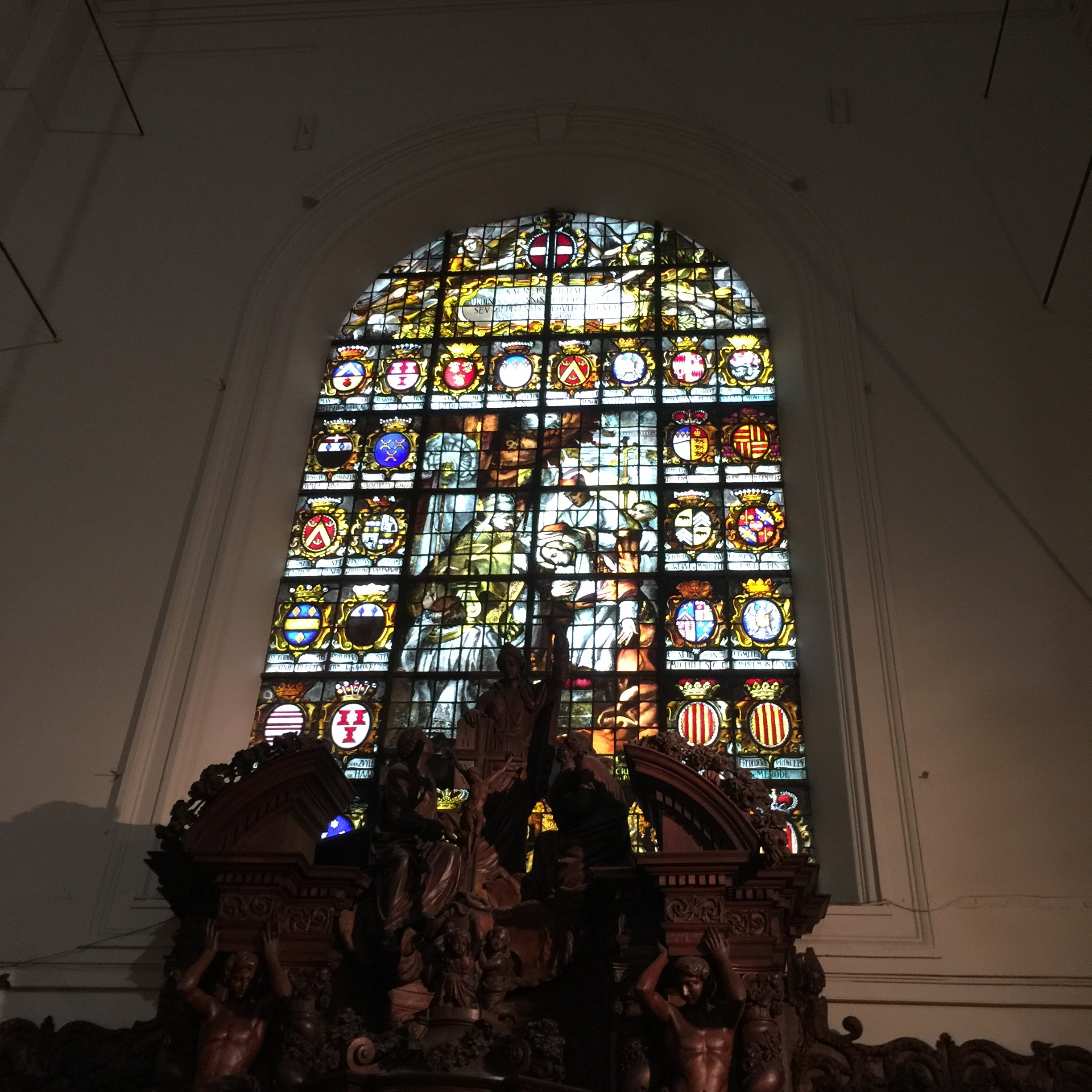
Vidrieras blasonadas

### Artículos relacionados
- Iglesia de los Agustinos (Bruselas)
- arquitectura barroca

- Iglesia de la Trinidad, en www.reflexcity.net
- Iglesia Parroquial de la Santísima Trinidad, en www.irismonument.be